# Líber Vespa
Líber Ernesto Vespa Legarralde (* 18. Oktober 1971 in Montevideo, Uruguay; † 25. Juli 2018 ebenda) war ein uruguayischer Fußballspieler und Trainer.

## Spielerkarriere

### Verein
Von 1991 bis einschließlich der Apertura 1994 stand Mittelfeldspieler Vespa beim damaligen uruguayischen Erstligisten Cerro unter Vertrag. Während der Apertura wechselte er jedoch nach Argentinien blieb aber bei seinem neuen Arbeitgeber, den Argentinos Juniors, erstklassig. Nach dem Torneo Clausura 1998 wechselte er zur Apertura 1998 zum Ligarivalen Rosario Central. Zum Torneo Clausura 2002 schloss er sich dem seinerzeit in der Nacional B spielenden Arsenal de Sarandí an.
Zwischenzeitlich auch hier in der Primera División für diesen Verein bis 2003 aktiv, stehen für ihn in der Clausura 2004 25 Spiele bei zwei Toren beim in der Nacional B spielenden Club Atlético Huracán zu Buche. Anschließend wechselte er im selben Jahr zurück nach Uruguay und unterzeichnete erneut bei Cerro. Für diesen Klub spielte er das Torneo Clasificatorio 2004 der Ersten uruguayischen Liga. 2005 absolvierte er 26 Spiele (ein Tor) für die Montevideo Wanderers, in deren Kader auch 2006 noch stand.

### Nationalmannschaft
Vespa nahm mit der uruguayischen U-20-Auswahl an der U-20-Südamerikameisterschaft 1991 und belegte mit der Mannschaft den dritten Turnierrang. Im Verlaufe des Turniers wurde er von Trainer Juan José Duarte siebenmal (zwei Tore) eingesetzt. Im selben Jahr bestritt er mit der Celeste auch die Junioren-Fußballweltmeisterschaft 1991, bei der er mit der Mannschaft aber bereits in der Gruppenphase ausschied. Vespa kam auch als Nationalspieler für sein Land zum Einsatz und absolvierte zwischen dem 12. Oktober 1997 und dem 18. Juli 1999 insgesamt zwölf Länderspiele für die uruguayische Fußballnationalmannschaft. Ein Tor erzielte er dabei nicht. Mit der Celeste nahm er am FIFA-Konföderationen-Pokal 1997 teil und wurde dort in vier von fünf Spielen eingesetzt.

## Trainerlaufbahn
Anfang Februar 2014 wurde Vespa Trainer beim zu dieser Zeit drittklassigen Verein Villa Española. Co-Trainer an seiner Seite war Juan Fígoli. Im April 2014 feierte er dort den Gewinn der Meisterschaft in der Segunda B Amateur und somit den Aufstieg in die Segunda División zur Spielzeit 2014/15. Ende Juni 2015 endete sein dortiges Engagement. Am 19. September jenes Jahres übernahm er die Trainingsleitung beim Club Atlético Torque, dessen Mannschaft er bis Ende Juni 2016 trainierte.
Vespa starb am 25. Juli 2018 im Alter von 46 Jahren in Montevideo an den Folgen eines Schlaganfalls.